# 萬濤故居
萬濤故居位於重慶市黔江區馮家鎮桂花居委2组，文物遺址年代為1904年-1932年，2009年12月15日列為第二批重慶市文物保護單位。建於道光年間，呈四合院布局，系木質結構單檐懸山式屋頂，青瓦覆蓋，穿斗式梁架，4穿9柱。還有東西廂房和朝門。